# Mamou (ort i Burkina Faso)
Mamou är en ort i Burkina Faso.   Den ligger i regionen Boucle du Mouhoun, i den västra delen av landet, 220 km väster om huvudstaden Ouagadougou. Mamou ligger 306 meter över havet och antalet invånare är 2 843.
Terrängen runt Mamou är platt, och sluttar söderut. Närmaste större samhälle är Yaho, 9,1 km väster om Mamou.
Omgivningarna runt Mamou är en mosaik av jordbruksmark och naturlig växtlighet. Runt Mamou är det ganska glesbefolkat, med 42 invånare per kvadratkilometer.